# Canal+ (polnischer Pay-TV-Anbieter)
Canal+ ist eine polnische Satellitenplattform, welche durch die Zusammenarbeit der ITI-Gruppe und der polnischen Canal+-Gruppe entstanden ist, sowie der Fusion der beiden Satellitenplattformen Cyfra+ und n. Größter Inhaber der Plattform ist die polnische Canal+-Gruppe mit 51 % der Aktien, weitere sind die ITI-Gruppe mit 32 % der Aktien, sowie Liberty Global mit 17 % der Aktien.

## Geschichte
Die polnische digitale Satellitenplattform Platforma Canal+, die bis Juni 2020 unter einer eigenen Marke betrieben wurde, ist das Ergebnis einer strategischen Partnerschaft zwischen der ITI Group und der Groupe Canal+ sowie der Fusion der Plattformen n und Cyfra+. Ihre Gründung stand im Zusammenhang mit der Übernahme von ITI Neovision, dem Betreiber der n-Plattform, durch Canal+ Cyfrowy und dem Erwerb einer Beteiligung am Fernsehsender TVN durch Canal+.
Der erste Geschäftsführer der am 21. März 2013 gestarteten Plattform nc+ war Julien Verley. nc+ hatte zum Marktstart über 2,5 Millionen Abonnenten und wurde als Konkurrent zur Satellitenplattform Cyfrowy Polsat positioniert. 2016 hatte die Plattform 2,119 Millionen Abonnenten. Im September 2019 wurde sie von nc+ in Platforma Canal+ umbenannt.

## Kritik
Bereits zum Start bekam die Plattform heftige Kritiken. So wird kritisiert, dass die Preise für die verschiedenen Pakete zu hoch seien. So kostet das komplette Paket 200 Złoty (ca. 50 €), welches noch nie so teuer war und für polnische Verhältnisse zu teuer sei. Wegen massiver Kritiken von Abonnenten der Plattformen Cyfra+ und n hat sich die Plattform offiziell für die Unzufriedenheiten der Abonnenten auf Facebook entschuldigt. Beata Mońka, Vizepräsidentin von nc+, rechtfertigte diese hohen Preise jedoch am folgenden Tag. Julien Verley, Präsident von nc+, gab an, dass er wegen der heftigen Kritiken seitens der Abonnenten erschrocken sei. Dies führte dazu, dass der Marketingchef der Plattform, Marek Staniszewski, am 28. März 2013 entlassen wurde. Medien bezeichnen den Marktstart der Plattform als PR-Katastrophe. Am 29. März 2013 wurde die Vizepräsidentin Beata Mońka entlassen. Ein Grund für Mońkas Entlassung war deren Umgang mit den Medien.
Auf Facebook gründete ein polnischer Student eine Antiseite „Anty nc+“ gegen die Plattform, welche innerhalb von einer Woche über dreißigtausend Mal gelikt wurde. Diese Seite bekam durch die Medien eine so große Aufmerksamkeit, dass sich der Präsident von nc+, Julien Verley, mit den Initiatoren der Seite treffen wollte, um bisherige Probleme zu besprechen. Dawid Zieliński, Gründer der Seite Anty nc+, hat dieses Angebot jedoch abgelehnt.
Heftig kritisiert wurde, dass die bisherigen Abonnenten der Plattformen n und Cyfra+ im Mai 2013 gezwungen wurden, in die neue Plattform nc+ zu migrieren, falls sie bis Ende April ihren alten Vertrag nicht kündigen. Bei Migration jedoch dürfen die Abonnenten kein günstigeres Abo auswählen. Dies führte dazu, dass sich viele Abonnenten beim UOKiK, dem Amt für Wettbewerbs- und Verbraucherschutz, beschwerten. Dieses hat angekündigt, gegen nc+ zu ermitteln. Da dies heftig kritisiert wurde, sollen die Abonnenten nun die Möglichkeit haben, den alten Vertrag bis zum Ende nutzen zu können. Am 29. April 2013 gab das UOKiK bekannt, dass ITI Neovision für diesen Vorfall eine Strafe von 11 Millionen Złoty bezahlen muss.
Am 11. April 2013 hat sich das Unternehmen offiziell für die Unzufriedenheiten der Abonnenten entschuldigt. Gleichzeitig wurde angekündigt, flexiblere Paketpreise anzubieten. So wurde das höchste Paket der Plattform vom Markt genommen. Würde man aber alle Sender der Plattform abonnieren wollen, käme derselbe Preis heraus, wie im nun nicht mehr verfügbarem höchsten Paket.

## Liste der Kanäle
Stand: 2. August 2025

### Allgemeine Kanäle
| Nr | Kanalname      | Logo | Kategorie    | Paket                   |
| -- | -------------- | ---- | ------------ | ----------------------- |
| 1  | Canal+ 360     |      | Allgemein    | Entry+                  |
| 2  | Canal+ Premium |      | Film         | SuperVIP+/option Canal+ |
| 3  | Canal+ Domo    |      | Lifestyle    | Entry+                  |
| 4  | Canal+ Kuchnia |      | Kochen       | Entry+                  |
| 5  | TVN            |      | Allgemein    | Entry+                  |
| 6  | TVN24          |      | News         | Relax+                  |
| 7  | Polsat         |      | Allgemein    | Entry+                  |
| 8  | TV6            |      | Allgemein    | Entry+                  |
| 9  | TVN 7          |      | Allgemein    | Entry+                  |
| 10 | Polsat 2       |      | Allgemein    | Entry+                  |
| 11 | TVP1           |      | Allgemein    | Entry+                  |
| 12 | TVP2           |      | Allgemein    | Entry+                  |
| 13 | TVP HD         |      | Allgemein    | Extra+                  |
| 14 | TVP Seriale    |      | Serien       | Relax+                  |
| 15 | TVP Info       |      | Nachrichten  | Entry+ (FTA)            |
| 16 | TVP Kultura    |      | Kultur       | Entry+                  |
| 17 | TVP Rozrywka   |      | Unterhaltung | Entry+                  |
| 18 | Polsat Play    |      | Sport        | Extra+                  |
| 19 | Polsat Café    |      | Lifestyle    | Extra+                  |
| 20 | TTV            |      | Allgemein    | Entry+                  |
| 21 | Stopklatka TV  |      | Film         | Entry+                  |
| 22 | Zoom TV        |      | Allgemein    | Entry+                  |
| 23 | TV Puls        |      | Allgemein    | Entry+                  |
| 24 | Puls 2         |      | Allgemein    | Entry+                  |

### Kanäle von Canal+
| Nr | Kanalname            | Logo | Kategorie     | Paket                               |
| -- | -------------------- | ---- | ------------- | ----------------------------------- |
| 25 | MiniMini+            |      | Kinder        | Entry+                              |
| 26 | teleTOON+            |      | Kinder        | Entry+                              |
| 27 | Planete+             |      | Dokumentation | Entry+                              |
| 28 | Ale Kino+ HD         |      | Film          | Entry+                              |
| 29 | Novelas+             |      | Serien        | Entry+                              |
| 30 | Strefa Abonenta      |      | Abonent       | Entry+                              |
| 31 | Canal+ Premium       |      | Film          | SuperVIP+/option Canal+             |
| 32 | Canal+ 1             |      | Film          | SuperVIP+/option Canal+             |
| 33 | Canal+ Film          |      | Film          | SuperVIP+/option Canal+             |
| 34 | Canal+ Seriale       |      | Serien        | SuperVIP+/option Canal+             |
| 35 | Canal+ Dokument      |      | Dokumentation | SuperVIP+/option Canal+             |
| 36 | Canal+ 4K Ultra HD   |      | Allgemein     | SuperVIP+/option Canal+ 4K Ultra HD |
| 37 | Canal+ Sport         |      | Sport         | SuperVIP+/option Canal+             |
| 38 | Canal+ Sport 2       |      | Sport         | SuperVIP+/option Canal+             |
| 39 | Canal+ Sport 3       |      | Sport         | SuperVIP+/option Canal+             |
| 40 | Canal+ Sport 4       |      | Sport         | SuperVIP+/option Canal+             |
| 41 | Canal+ Sport 5       |      | Sport         | Entry+                              |
| 42 | Canal+ 360           |      | Allgemein     | Entry+                              |
| 43 | Datei:Canal+ Extra 1 |      | Sport         | UltraVIP+/option Super Sport        |
| 44 | Canal+ Extra 2       |      | Sport         | UltraVIP+/option Super Sport        |
| 45 | Canal+ Extra 3       |      | Sport         | UltraVIP+/option Super Sport        |
| 46 | Canal+ Extra 4       |      | Sport         | UltraVIP+/option Super Sport        |
| 47 | Kino Polska          |      | Film          | Relax+                              |
| 48 | Kino TV              |      | Film          | Relax+                              |

### Allgemeine und Informationskanäle
| Nr | Kanalname            | Logo | Kategorie                            | Paket        |
| -- | -------------------- | ---- | ------------------------------------ | ------------ |
| 49 | Sejm RP              |      | Übertragungen der Sejm-Verhandlungen | Entry+       |
| 50 | TVN24                |      | News                                 | Relax+       |
| 51 | TVN24 BiS            |      | Business                             | Relax+       |
| 52 | Polsat News          |      | News                                 | Extra+       |
| 53 | Polsat News 2        |      | Business                             | Entry+       |
| 54 | Polsat News Polityka |      | News                                 | Extra+       |
| 55 | Wydarzenia 24        |      | News                                 | Entry+       |
| 56 | Fokus TV             |      | Dokumentation                        | Entry+       |
| 57 | Nowa TV              |      | Allgemein                            | Entry+       |
| 58 | Antena TV            |      | Allgemein                            | Entry+ (FTA) |
| 59 | TVC                  |      | Allgemein                            | Entry+ (FTA) |
| 60 | TVC Super            |      | Allgemein                            | Entry+ (FTA) |
| 61 | Metro                |      | Allgemein                            | Entry+       |
| 62 | wPolsce24            |      | News                                 | Relax+       |
| 63 | TVP Polonia          |      | Allgemein                            | Entry+ (FTA) |
| 64 | TV Republika         |      | News                                 | Relax+       |
| 65 | TVP3                 |      | Regional                             | Entry+       |
| 66 | TVS                  |      | Regional                             | Entry+ (FTA) |
| 67 | Szlagier TV          |      | Musik                                | Entry+ (FTA) |
| 68 | TV 4                 |      | Allgemein                            | Entry+       |
| 69 | WP                   |      | Allgemein                            | Entry+       |

### Premiumkanäle
| Nr | Kanalname               | Logo | Kategorie   | Paket                         |
| -- | ----------------------- | ---- | ----------- | ----------------------------- |
| 70 | Strefa Abonenta         |      | Abonent     | Entry+                        |
| 71 | Canal+ Premium          |      | Film        | SuperVIP+/option Canal+       |
| 72 | Canal+ 1                |      | Film        | SuperVIP+/option Canal+       |
| 73 | Canal+ Film             |      | Film        | SuperVIP+/option Canal+       |
| 74 | Canal+ Seriale          |      | Serien      | SuperVIP+/option Canal+       |
| 75 | HBO                     |      | Film        | SuperVIP+/option HBO          |
| 76 | HBO 2                   |      | Film        | SuperVIP+/option HBO          |
| 77 | HBO 3                   |      | Film        | SuperVIP+/option HBO          |
| 78 | Cinemax                 |      | Film        | SuperVIP+/option Cinemax      |
| 79 | Cinemax 2               |      | Film        | SuperVIP+/option Cinemax      |
| 80 | Filmbox Premium         |      | Film        | SuperVIP+/option Filmbox Pack |
| 81 | Filmbox Extra           |      | Film        | SuperVIP+/option Filmbox Pack |
| 82 | Filmbox Arthouse        |      | Film        | SuperVIP+/option Filmbox Pack |
| 83 | Filmbox Family          |      | Film        | SuperVIP+/option Filmbox Pack |
| 84 | Filmbox Action          |      | Film        | SuperVIP+/option Filmbox Pack |
| 86 | Serwis Canal+           |      | Service VOD | −                             |
| 87 | HBO Max                 |      | Service VOD | dienstleistungen Zusätzlich   |
| 88 | Netflix                 |      | Service VOD | dienstleistungen Zusätzlich   |
| 89 | Player                  |      | Service VOD | dienstleistungen Zusätzlich   |
| 90 | Viaplay Filmy i Seriale |      | Service VOD | dienstleistungen Zusätzlich   |

### Film- und Serienkanäle
| Nr      | Kanalname             | Logo | Kategorie | Paket                        |
| ------- | --------------------- | ---- | --------- | ---------------------------- |
| 95/110  | Ale Kino+             |      | Film      | Entry+                       |
| 96      | Stopklatka TV         |      | Film      | Entry+                       |
| 97      | Kino Polska           |      | Film      | Relax+                       |
| 98      | Kino TV               |      | Film      | Relax+                       |
| 99/124  | Novelas+              |      | Serien    | Entry+                       |
| 100/120 | Polsat Film           |      | Film      | Extra+                       |
| 101/121 | Polsat Seriale        |      | Serien    | Extra+                       |
| 102/123 | Super Polsat          |      | Allgemein | Entry+                       |
| 103     | Comedy Central        |      | Serien    | Extra+                       |
| 104     | Paramount Network     |      | Film      | Extra+                       |
| 105     | BBC First             |      | Film      | Extra+                       |
| 106     | WarnerTV              |      | Film      | Extra+                       |
| 107     | 13 Ulica              |      | Serien    | Relax+                       |
| 108     | SciFi                 |      | Serien    | Extra+                       |
| 109     | Comedy Central Family |      | Serien    | Extra+                       |
| 111     | TVN Fabuła            |      | Serien    | Extra+                       |
| 112     | Romance TV            |      | Film      | Relax+                       |
| 113     | FX                    |      | Serien    | Extra+                       |
| 114     | AXN                   |      | Serien    | Extra+                       |
| 115     | AMC                   |      | Film      | Extra+                       |
| 116     | FX Comedy             |      | Serien    | Extra+                       |
| 117     | Epic Drama            |      | Serien    | Extra+                       |
| 118     | Film Cafe             |      | Film      | Extra+                       |
| 119     | SundanceTV            |      | Film      | SuperVIP+/option Sundance HD |
| 122     | AXN Black             |      | Serien    | Extra+                       |

### Dokumentationskanäle
| Nr  | Kanalname                   | Logo | Kategorie     | Paket                                              |
| --- | --------------------------- | ---- | ------------- | -------------------------------------------------- |
| 125 | Planete+                    |      | Dokumentation | Entry+                                             |
| 126 | Canal+ Dokument             |      | Dokumentation | SuperVIP+/option Canal+                            |
| 127 | Museum 4K                   |      | Kultur        | Relax+                                             |
| 128 | Discovery Channel           |      | Dokumentation | Extra+                                             |
| 129 | National Geographic Channel |      | Dokumentation | Extra+                                             |
| 130 | National Geographic Wild    |      | Dokumentation | Extra+                                             |
| 131 | BBC Earth                   |      | Dokumentation | Extra+                                             |
| 132 | BBC Brit                    |      | Lifestyle     | Extra+                                             |
| 133 | Polsat Doku                 |      | Dokumentation | Extra+                                             |
| 134 | TVP Historia                |      | Dokumentation | Entry+                                             |
| 135 | Nat Geo People              |      | Lifestyle     | Relax+                                             |
| 136 | History                     |      | Dokumentation | SuperVIP+/option Multi Man Pack/ option History HD |
| 137 | History2                    |      | Dokumentation | SuperVIP+/option Multi Man Pack/ option History HD |
| 138 | Discovery Historia          |      | Dokumentation | Relax+                                             |
| 139 | Discovery Science           |      | Dokumentation | Extra+                                             |
| 140 | Polsat Viasat History       |      | Dokumentation | Extra+                                             |
| 141 | Polsat Viasat Explorer      |      | Dokumentation | Extra+                                             |
| 142 | Polsat Viasat Natura        |      | Dokumentation | Extra+                                             |
| 143 | TVP Dokument                |      | Dokumentation | Entry+                                             |
| 144 | Animal Planet               |      | Dokumentation | Extra+                                             |
| 145 | Travel Channel              |      | Lifestyle     | Extra+                                             |
| 148 | Fokus TV                    |      | Dokumentation | Entry+                                             |
| 149 | Love Nature 4K              |      | Dokumentation | Extra+                                             |

### Kinderkanäle
| Nr      | Kanalname       | Logo | Kategorie | Paket  |
| ------- | --------------- | ---- | --------- | ------ |
| 150/166 | MiniMini+       |      | Kinder    | Entry+ |
| 151/165 | teleTOON+       |      | Kinder    | Entry+ |
| 152     | Disney Jr.      |      | Kinder    | Extra+ |
| 153     | Nick Jr.        |      | Kinder    | Extra+ |
| 154     | CBeebies        |      | Kinder    | Extra+ |
| 155     | TVP ABC         |      | Kinder    | Entry+ |
| 156     | Baby TV         |      | Kinder    | Extra+ |
| 157     | Disney Channel  |      | Kinder    | Extra+ |
| 158     | Disney XD       |      | Kinder    | Extra+ |
| 159     | Nickelodeon     |      | Kinder    | Extra+ |
| 160     | Nicktoons       |      | Kinder    | Extra+ |
| 161     | Cartoon Network |      | Kinder    | Extra+ |
| 162     | Cartoonito      |      | Kinder    | Extra+ |
| 163     | Polsat JimJam   |      | Kinder    | Extra+ |
| 164     | TeenNick        |      | Kinder    | Extra+ |

### Sportkanäle
| Nr      | Kanalname          | Logo | Kategorie      | Paket                               |
| ------- | ------------------ | ---- | -------------- | ----------------------------------- |
| 170/200 | Canal+ 4K Ultra HD |      | Allgemein      | SuperVIP+/option Canal+ 4K Ultra HD |
| 171/201 | Canal+ Sport       |      | Sport          | SuperVIP+/option Canal+             |
| 172/202 | Canal+ Sport 2     |      | Sport          | SuperVIP+/option Canal+             |
| 173/203 | Canal+ Sport 3     |      | Sport          | SuperVIP+/option Canal+             |
| 174/204 | Canal+ Sport 4     |      | Sport          | SuperVIP+/option Canal+             |
| 175/205 | Canal+ Sport 5     |      | Sport          | Entry+                              |
| 176/206 | Canal+ Premium     |      | Film           | SuperVIP+/option Canal+             |
| 177/192 | Canal+ 360         |      | Allgemein      | Entry+                              |
| 178     | Eleven Sports 1    |      | Sport          | SuperVIP+/option Eleven             |
| 179     | Eleven Sports 2    |      | Sport          | SuperVIP+/option Eleven             |
| 180     | Eleven Sports 3    |      | Sport          | SuperVIP+/option Eleven             |
| 181     | Eleven Sports 4    |      | Sport          | Extra+                              |
| 182     | Eleven Sports 1 4K |      | Sport          | SuperVIP+/option Eleven             |
| 183     | TVP Sport          |      | Sport          | Entry+                              |
| 184     | Eurosport 1        |      | Sport          | Extra+                              |
| 185     | Eurosport 2        |      | Sport          | Extra+                              |
| 186     | Polsat Games       |      | Computerspiele | Extra+                              |
| 187     | Fightbox           |      | Sport          | UltraVIP+/option Multi Man Pack     |
| 188     | Fightklub          |      | Sport          | Extra+                              |
| 189     | Sportklub          |      | Sport          | UltraVIP+/option Multi Man Pack     |
| 190     | Motowizja          |      | Motoren        | Extra+/option Multi Man Pack        |
| 193     | Canal+ Extra 1     |      | Sport          | UltraVIP+/option Super Sport        |
| 194     | Canal+ Extra 2     |      | Sport          | UltraVIP+/option Super Sport        |
| 195     | Canal+ Extra 3     |      | Sport          | UltraVIP+/option Super Sport        |
| 196     | Canal+ Extra 4     |      | Sport          | UltraVIP+/option Super Sport        |
| 197     | Canal+ Extra 5     |      | Sport          | UltraVIP+/option Super Sport        |
| 198     | Canal+ Extra 6     |      | Sport          | UltraVIP+/option Super Sport        |
| 199     | Canal+ Extra 7     |      | Sport          | UltraVIP+/option Super Sport        |
| 207     | Canal+ Now HD      |      | Sport          | SuperVIP+/option Canal+             |
| 208     | Golf Zone HD       |      | Sport          | Extra+                              |

### Lifestyle- und Musikkanäle
| Nr      | Kanalname                  | Logo | Kategorie             | Paket                                                |
| ------- | -------------------------- | ---- | --------------------- | ---------------------------------------------------- |
| 210     | Canal+ Domo HD             |      | Lifestyle             | Entry+                                               |
| 211     | Canal+ Kuchnia HD          |      | Kochen                | Entry+                                               |
| 212     | TVN Turbo HD               |      | Motoren               | Relax+                                               |
| 213     | TVN Style HD               |      | Lifestyle             | Relax+                                               |
| 214     | HGTV HD                    |      | Lifestyle             | Relax+                                               |
| 215     | Food Network HD            |      | Kochen                | Extra+                                               |
| 216     | Polsat Play HD             |      | Sport                 | Extra+                                               |
| 217     | Polsat Café HD             |      | Lifestyle             | Extra+                                               |
| 218     | BBC Lifestyle HD           |      | Lifestyle             | Extra+                                               |
| 219     | Viasat True Crime HD       |      | Krimi                 | Relax+                                               |
| 220     | Studiomed TV               |      | über die Gesundheit   | Extra+                                               |
| 221     | MTV Polska HD              |      | Unterhaltung          | Extra+                                               |
| 222     | TLC HD                     |      | Lifestyle             | Extra+                                               |
| 223     | DTX HD                     |      | Lifestyle             | Extra+                                               |
| 224     | E! HD                      |      | Lifestyle             | Extra+                                               |
| 225     | Active Family HD           |      | Körperliche Aktivität | Extra+                                               |
| 227     | CI Polsat HD               |      | Krimi                 | Relax+                                               |
| 228     | Investigation Discovery HD |      | Dokumentation         | Extra+                                               |
| 229     | Adventure HD               |      | Lifestyle             | UltraVIP+/option Multi Man Pack/ option Adventure HD |
| 230     | Home TV                    |      | Lifestyle             | Relax+                                               |
| 231     | Discovery Life HD          |      | über die Gesundheit   | Extra+                                               |
| 233     | Polsat Rodzina HD          |      | Allgemein             | Extra+                                               |
| 239/256 | Polo TV HD                 |      | Musik                 | Entry+                                               |
| 240     | Kino Polska Muzyka         |      | Musik                 | Entry+                                               |
| 241     | Stars.TV HD                |      | Musik                 | Entry+ (FTA)                                         |
| 242     | Nuta Gold                  |      | Musik                 | Entry+ (FTA)                                         |
| 243     | 4fun.tv                    |      | Musik                 | Entry+ (FTA)                                         |
| 244     | 4fun Kids                  |      | Musik                 | Entry+ (FTA)                                         |
| 245     | 4fun Dance                 |      | Musik                 | Entry+ (FTA)                                         |
| 246     | Eska TV HD                 |      | Musik                 | Entry+                                               |
| 247     | Nuta.TV                    |      | Musik                 | Entry+ (FTA)                                         |
| 248     | Eska TV Extra HD           |      | Musik                 | Entry+                                               |
| 249     | Vox Music TV               |      | Musik                 | Entry+                                               |
| 250     | Disco Polo Music           |      | Musik                 | Extra+                                               |
| 251     | Polsat Music HD            |      | Musik                 | Entry+                                               |
| 252     | NickMusic                  |      | Musik                 | Extra+                                               |
| 253     | MTV 00s                    |      | Musik                 | Extra+                                               |
| 254     | MTV 90s                    |      | Musik                 | Extra+                                               |
| 255     | MTV Live HD                |      | Musik                 | Extra+                                               |
| 257     | Power TV                   |      | Musik                 | Entry+ (FTA)                                         |
| 258     | Eska Rock TV               |      | Musik                 | Entry+                                               |
| 260     | Mezzo                      |      | Musik                 | SuperVIP+/option Mezzo                               |

### Andere Kanäle
| Nr  | Kanalname               | Logo | Kategorie               | Paket                                                |
| --- | ----------------------- | ---- | ----------------------- | ---------------------------------------------------- |
| 265 | Euronews                |      | News                    | Entry+ (FTA)                                         |
| 266 | BBC News                |      | News                    | Entry+ (FTA)                                         |
| 267 | France 24 (eng.)        |      | News                    | Entry+ (FTA)                                         |
| 268 | France 24 (fra.)        |      | News                    | Entry+ (FTA)                                         |
| 269 | DW-TV                   |      | News                    | Entry+ (FTA)                                         |
| 270 | Rai News 24             |      | News                    | FTA                                                  |
| 271 | Freedom (UATV)          |      | Allgemein               | Entry+ (FTA)                                         |
| 273 | CNN                     |      | News                    | Extra+                                               |
| 274 | CNBC (Europa)           |      | News                    | Entry+ (FTA)                                         |
| 275 | Bloomberg TV            |      | News                    | Entry+ (FTA)                                         |
| 276 | France 2                |      | Allgemein               | UltraVIP+/option France TV                           |
| 277 | France 3                |      | Allgemein               | UltraVIP+/option France TV                           |
| 278 | France 4                |      | Kunst & Musik           | UltraVIP+/option France TV                           |
| 279 | France 5                |      | Dokumentation & Bildung | UltraVIP+/option France TV                           |
| 280 | Rai 2                   |      | Allgemein               | FTA                                                  |
| 281 | Rai Scuola              |      | Lehren                  | FTA                                                  |
| 282 | Rai Storia              |      | Lehren                  | FTA                                                  |
| 283 | Rai 3                   |      | Allgemein               | FTA                                                  |
| 284 | Rai 1                   |      | Allgemein               | FTA                                                  |
| 285 | Al Jazeera English      |      | News                    | Entry+ (FTA)                                         |
| 286 | NHK World               |      | News                    | Entry+ (FTA)                                         |
| 287 | KBS World               |      | Allgemein               | Entry+ (FTA)                                         |
| 288 | TV Okazje               |      | Teleshopping            | Entry+ (FTA)                                         |
| 289 | Tele 5                  |      | Allgemein               | Entry+ (FTA)                                         |
| 290 | Polonia 1               |      | Allgemein               | Entry+ (FTA)                                         |
| 291 | CTV - Dla Ciebie TV     |      | Allgemein               | Entry+ (FTA)                                         |
| 293 | AXN Spin HD             |      | Serien                  | Relax+                                               |
| 294 | Biznes24                |      | News                    | Extra+                                               |
| 295 | Daystar HD              |      | Religion                | FTA                                                  |
| 298 | Arirang TV              |      | Allgemein               | Entry+ (FTA)                                         |
| 299 | TV Rachunek             |      | Interaktiv              | −                                                    |
| 300 | Hustler HD              |      | Erotik                  | UltraVIP+/option Multi Man Pack/ option Action       |
| 301 | Blue Hustler            |      | Erotik                  | UltraVIP+/option Multi Man Pack/ option Action       |
| 302 | Private TV              |      | Erotik                  | UltraVIP+/option Multi Man Pack/ option Action       |
| 303 | Dorcel TV               |      | Erotik                  | UltraVIP+/option Multi Man Pack/ option Dorcel TV    |
| 305 | Redlight HD             |      | Erotik                  | UltraVIP+/option Multi Man Pack/ option Redlight HD  |
| 306 | Vivid Red               |      | Erotik                  | UltraVIP+/option Multi Man Pack/ option Vivid Red HD |
| 310 | Radio Jasna Góra        |      | Radio                   | Entry+ (FTA)                                         |
| 311 | Canal+ PR               |      | Radio                   | Entry+                                               |
| 312 | RMF FM                  |      | Radio                   | Entry+                                               |
| 313 | RMF Maxxx               |      | Radio                   | Entry+                                               |
| 314 | RMF Classic             |      | Radio                   | Entry+                                               |
| 321 | TVP Kobieta             |      | Lifestyle               | Entry+                                               |
| 322 | TVP Nauka               |      | Lehren                  | Entry+                                               |
| 323 | TVP Kultura             |      | Kultur                  | Entry+                                               |
| 324 | TVP Historia            |      | Dokumentation           | Entry+                                               |
| 325 | TVP ABC                 |      | Kinder                  | Entry+                                               |
| 326 | Alfa TVP                |      | Kinder                  | Entry+                                               |
| 327 | TVP World               |      | News                    | Entry+                                               |
| 328 | TVP Białystok           |      | Regional                | Entry+                                               |
| 329 | TVP Bydgoszcz           |      | Regional                | Entry+                                               |
| 330 | TVP Gdańsk              |      | Regional                | Entry+                                               |
| 331 | TVP Gorzów Wielkopolski |      | Regional                | Entry+                                               |
| 332 | TVP Katowice            |      | Regional                | Entry+                                               |
| 333 | TVP Kielce              |      | Regional                | Entry+                                               |
| 334 | TVP Kraków              |      | Regional                | Entry+                                               |
| 335 | TVP Lublin              |      | Regional                | Entry+                                               |
| 336 | TVP Łódź                |      | Regional                | Entry+                                               |
| 337 | TVP Olsztyn             |      | Regional                | Entry+                                               |
| 338 | TVP Opole               |      | Regional                | Entry+                                               |
| 339 | TVP Poznań              |      | Regional                | Entry+                                               |
| 340 | TVP Rzeszów             |      | Regional                | Entry+                                               |
| 341 | TVP Szczecin            |      | Regional                | Entry+                                               |
| 342 | TVP Warszawa            |      | Regional                | Entry+                                               |
| 343 | TVP Wrocław             |      | Regional                | Entry+                                               |

### Kanäle FTA
| Nr  | Kanalname         | Logo | Kategorie     | Paket       |
| --- | ----------------- | ---- | ------------- | ----------- |
| 356 | SF Info           |      | News          | FTA         |
| 357 | BFM TV            |      | News          | FTA         |
| 359 | TRT World         |      | Allgemein     | FTA         |
| 360 | Canal 24 Horas    |      | News          | FTA         |
| 367 | CCTV-News         |      | News          | FTA         |
| 384 | TVE               |      | Allgemein     | FTA         |
| 386 | RTP International |      | News          | FTA         |
| 389 | Telesur           |      | Allgemein     | FTA         |
| 466 | Arte              |      | Allgemein     | FTA         |
| 482 | TV Moda           |      | Fashion       | FTA         |
| 499 | RTL 102.5 TV      |      | Musik         | FTA         |
| 650 | Das Erste         |      | Allgemein     | FTA (Astra) |
| 651 | ZDF               |      | Allgemein     | FTA (Astra) |
| 663 | Super RTL         |      | Kinder        | FTA (Astra) |
| 672 | ZDFneo            |      | Dokumentation | FTA (Astra) |
| 701 | n-tv              |      | Allgemein     | FTA (Astra) |
| 710 | ZDFinfo           |      | News          | FTA (Astra) |
| 806 | Anixe             |      | Allgemein     | FTA (Astra) |
| 954 | TV Trwam          |      | Religion      | FTA (Astra) |
| 955 | Radio Maryja      |      | Radio         | FTA (Astra) |